# Glaciar Seco
El glaciar Seco es un glaciar ubicado en el parque nacional Los Glaciares, Provincia de Santa Cruz, Argentina. Tiene una superficie de 4 km², y tiene como punto sobresaliente estar en un período de retroceso, por lo que se puede divisar la lengua de tierra erosionada en tiempos anteriores, cuando desaguaba en el brazo Spegazzini del lago Argentino. Esta característica es la que le da su nombre, aunque también se lo conoce como Totalizador, por hallarse en él un pluvionivómetro totalizador del Instituto Nacional del Hielo Continental Patagónico; dicho totalizador promedia entre 1500 y 1800 mm de precipitación anual.
El glaciar es una parada habitual en los recorridos hacia el glaciar Spegazzini, el más alto del parque nacional.
- Datos: Q5880617